# Cultuswagen van Strettweg

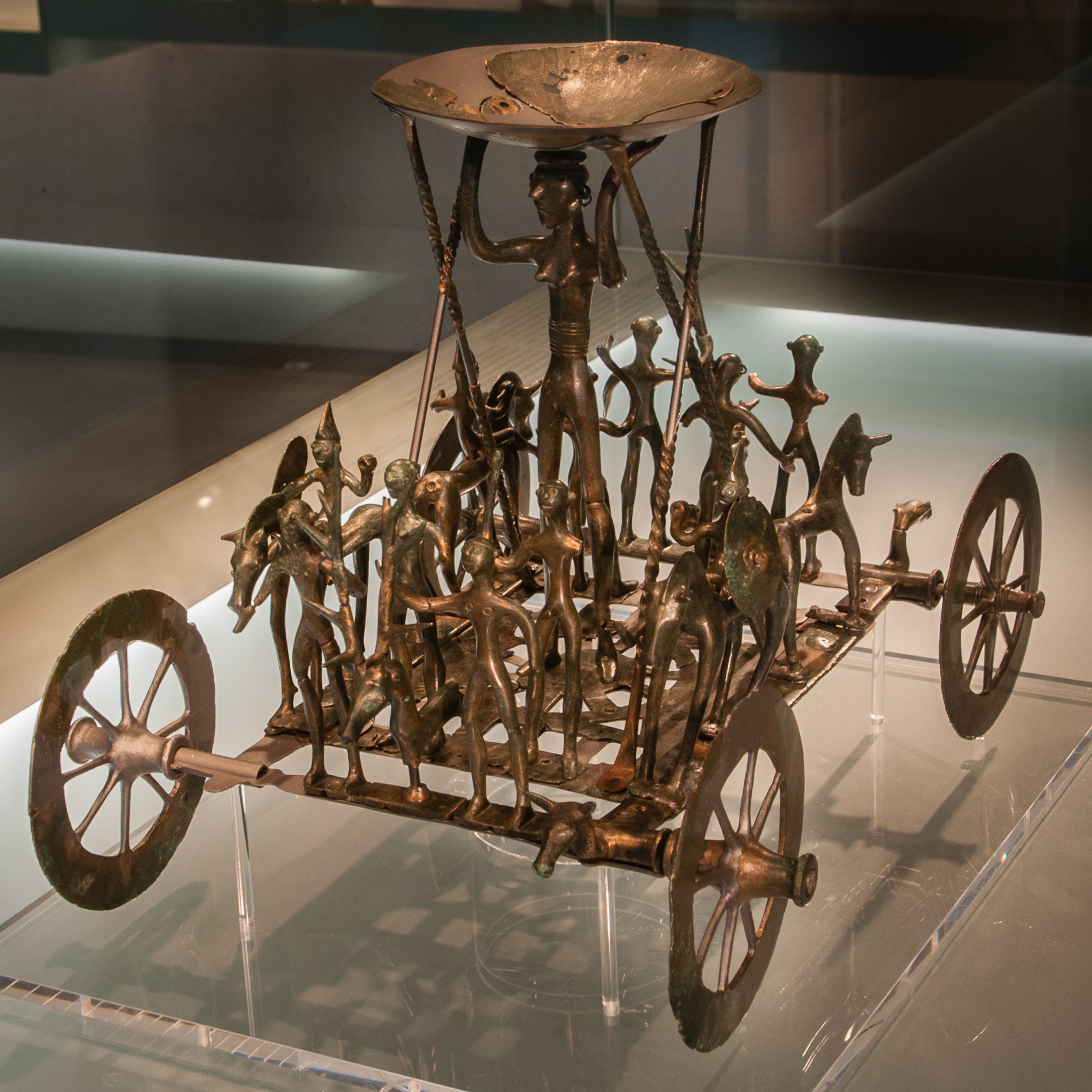

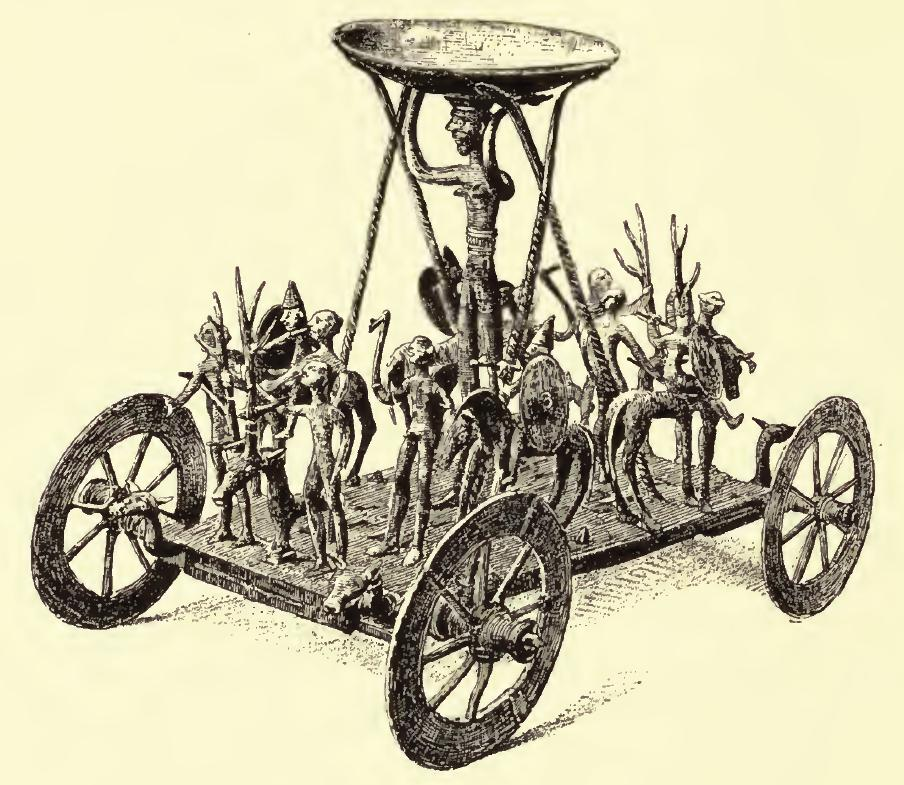

De cultuswagen van Strettweg is een bronzen voorwerp uit de 7e eeuw v.Chr. dat gevonden werd in een Oostenrijks vorstengraf (een type grafheuvel).
Centraal op de cultuswagen staat een 32 cm grote vrouwenfiguur die omgeven is door allerhande kleinere figuren, waarbij je zou kunnen denken aan ruiters van de Keltische Hallstattcultuur die een helm, speer en schild dragen.